# Liv for livet
Liv for livet (russisk: Жизнь за жизнь) er en russisk film fra 1916 af Jevgenij Bauer.

## Medvirkende
- Olga Rakhmanova som Mrs. Khromova
- Lidija Koreneva som Musja Khromova
- Vera Kholodnaya som Nata Khromova
- Vitold Polonskij som Vladimir Bartinskij
- Ivane Perestiani som Zjurov